# Theodor Mommsen
Christian Matthias Theodor Mommsen (Garding, Dinamarca, 30 de novembre del 1817 - Berlín, 1903) fou un jurista, filòleg, historiador, polític i professor universitari alemany guardonat amb el Premi Nobel de Literatura l'any 1902.

## Biografia
Va néixer a Garding, una petita població del ducat de Holstein, que en aquells moments formava part de la corona de Dinamarca. El seu pare, pastor protestant, el va introduir en la cultura i llengües clàssiques, formació que consolidaria entre 1834 i 1838 a l'Institut d'Altona. Aquell any, com que no podia permetre's el luxe d'estudiar a Göttingen, va ingressar a la Universitat de Kiel, on va estudiar dret, i es doctorà el 1843. Durant aquest temps va ser el company de pis de Theodor Storm, que més tard es convertiria en un poeta reconegut. Juntament amb el germà de Mommsen, Tycho, els tres amics van publicar fins i tot un recull de poemes (Liederbuch dreier Freunde). Gràcies a una beca reial danesa, Mommsen va poder visitar França i Itàlia per estudiar inscripcions romanes clàssiques conservades. Durant la revolució de 1848 va treballar com a corresponsal de guerra a l'aleshores Rendsburg danès, donant suport a l'annexió alemanya de Schleswig-Holstein i a una reforma constitucional. Havent estat obligat a abandonar el país pels danesos, va esdevenir professor de dret el mateix any a la Universitat de Leipzig. Quan Mommsen va protestar contra la nova constitució de Saxònia el 1851, va haver de dimitir.
Després de perdre la seva càtedra a Leipzig per motius polítics, va acceptar una convocatòria per a la nova càtedra de dret romà de la Universitat de Zuric. Va ensenyar aquí des del 29 d'abril de 1852 fins al 27 d'agost de 1854. Més tard va aparèixer impresa una conferència d'aquella època per a la Societat Antiquari de Zuric sota el títol Suïssa a l'època romana. Tanmateix, es va sentir molt incòmode a Zuric; Es va queixar dels suïssos en una carta: Pertanyen a la família de les granotes, i cal donar gràcies a Déu quan parlen alemany estàndard i posen un tovalló sobre la taula. Per tant, va voler tornar a Alemanya i el 1854 va anar a Breslau, on va ser professor de dret a la Universitat i on va conèixer el professor Jacob Bernays. Tanmateix, a Mommsen tampoc li agradava Breslau; Sobretot, els estudiants d'allà el repel·lien: La majoria fan pudor, tothom és mandrós. El 1858, el desig més estimat de Mommsen es va fer realitat: va ser nomenat professor d'investigació a l'Acadèmia de Ciències de Prussia de Berlín i el 1861 va rebre una càtedra d'antiguitat romana a la Universitat Friedrich Wilhelm de Berlín, on va impartir conferències fins al 1885 (una tasca que per a ell va passar a un segon pla important a les activitats de recerca).
Més tard va ajudar a crear i gestionar l'Institut Arqueològic Alemany a Roma.
Mommsen va desenvolupar una llarga carrera com a professor universitari, ocupant successivament la càtedra de Dret romà de la Universitat de Leipzig el 1848, càrrec que va perdre per les seves activitats polítiques en donar suport als monàrquics enfront dels republicans, tot i que posteriorment es va enfrontar amb els primers a protestar per les seves violentes represàlies contra els segons. El 1852, fou nomenat catedràtic de la Universitat de Zúric; el 1854, professor de filosofia a la Universitat de Wrocław i el 1858 catedràtic d'història antiga de la Universitat de Berlín. L'any 1873, va ser nomenat secretari vitalici de l'Acadèmia de Ciències de Berlín, de la qual n'era membre des del 1858. Mommsen va rebre un alt reconeixement pels seus èxits acadèmics: membre estranger de la Reial Acadèmia d'Arts i Ciències dels Països Baixos el 1859, des de 1864 membre honorari (Honorary Fellow) de la Royal Society of Edinburgh, la medalla prusiana Pour le Mérite el 1868, ciutadania honorífica de Roma, elegit membre de l’American Antiquarian Society el 1870, i el Premi Nobel de Literatura el 1902 per la seva obra principal Römische Geschichte ('Història romana'). (És un dels pocs escriptors de no ficció que ha rebut el Premi Nobel de literatura.)
Ja el 1877 va ser elegit membre honorari de la classe filosòfica-històrica de l'Acadèmia de Ciències d'Àustria a Viena, i el 1893 es va convertir en membre honorari de l'Acadèmia de Ciències de Rússia a Sant Petersburg.
A les 2 de la matinada del 7 de juliol de 1880 es va produir un incendi a la biblioteca-taller del pis superior de la casa de Mommsen a Marchstraße 6 a Berlín. Després de ser cremat mentre intentava treure papers valuosos, se li va impedir tornar a la casa en flames. Diversos manuscrits antics van ser cremats i convertits en cendres, inclòs el Manuscrit 0.4.36, que estava cedit per la biblioteca del Trinity College de Cambridge. Hi ha informació que l'important Manuscrit de Jordanes de la biblioteca de la Universitat de Heidelberg va ser cremat. Dos altres manuscrits importants, de Brussel·les i de Halle, també van ser destruïts. No tota la biblioteca de Mommsen va quedar completament destruïda pel foc; La seva versió de Roman History v4 va ser danyada però conservada.
El 1873, va ser elegit membre de l'Societat Filosòfica Americana.

Mommsen era un treballador infatigable que es va aixecar als cinc anys per investigar a la seva biblioteca. La gent sovint el veia llegint mentre caminava pel carrer:
| «                           | A part de qualsevol aprenentatge real, la impressió més profunda que em vaig endur del meu primer "Semestre" a Berlín va ser la sensació de l'entusiasme generalitzat per la "Wissenschaft". També em va sorprendre l'alt nivell de la indústria tant entre els sèniors com els júniors amb els quals em vaig barrejar. I no vaig poder evitar sentir que els nostres treballadors més ferms entre els meus amics de pregrau d'Oxford només eren a mitges hores casuals en comparació. El que encara era més estimulant va ser la reverència de tot cor i inqüestionable per l'aprenentatge difosa pels cercles acadèmics i fins i tot al públic exterior. En tenia una prova sorprenent: com a il·lustració del caràcter nacional, l'anècdota val la pena registrar-se. Vivint a Berlín, a una certa distància de la universitat, entrava tots els matins pel mateix tramvia d'hora: i, finalment, constatant que era un estranger de costums habituals, l'afable i conversador conductor del tramvia m'indicava els objectes. per cert (Sehenswürdigkeiten—una paraula teutònica nítida). Un matí, quan ens acostàvem a un lloc de parada, vaig veure un cavaller petit i amb els cabells platejats recolzat a un fanal i sostenint un gran volum obert prop dels ulls miops, aliè a l'enrenou que hi havia al voltant: el director va baixar cap avall, i donant-li un copet a l'espatlla el va conduir suaument al tramvia i el va instal·lar al seu lloc. Immediatament el vell cavaller es va enterrar de nou fins als ulls del seu tom. El director, orgullós d'aquest nou Sehenswürdigkeit, em va xiuxiuejar amb una veu meravellada: Da ist der berühmte Herr Professor Mommsen; er verliert kein Moment! ('Hi ha el famós professor Mr Mommsen; no perd mai ni un moment!' en referència a estar absort en el seu llibre). Em vaig sentir emocionat, no per Mommsen, sinó per aquesta profunda revelació de l'ànima nacional, un director analfabet que coneixia en absolut a Mommsen, sabia que era acadèmicament famós, orgullós de tenir-lo al seu tramvia i orgullós de no haver perdut mai un moment per estudiar. | » |
| — Farnell, Lewis R. (1934). | |   |

Mommsen va tenir setze fills amb la seva dona Marie (filla de l'editor i editor Karl Reimer de Leipzig). La seva filla gran Maria es va casar amb Ulrich von Wilamowitz-Moellendorff, el gran erudit dels clàssics. El seu net Theodor Ernst Mommsen (1905–1958) es va convertir en professor d'història medieval als Estats Units. Dos dels besnéts, Hans Mommsen i Wolfgang Mommsen, eren historiadors alemanys.
Fins al 2007, quan Doris Lessing va guanyar el Premi Nobel de Literatura, Mommsen era la persona més gran a rebre el Premi Nobel de Literatura.

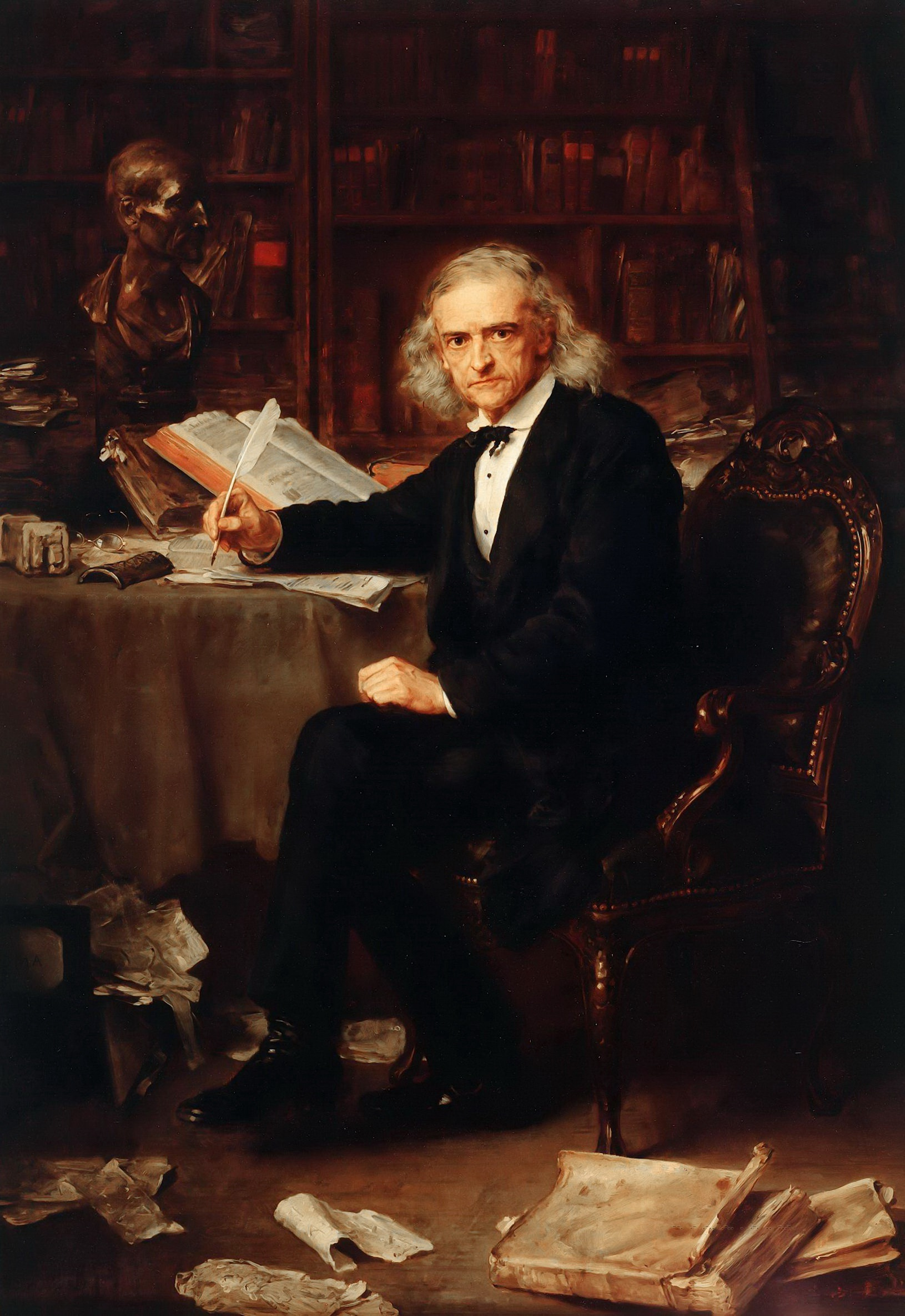
Theodor Mommsen en un retrat de Ludwig Knaus (1881)

L'1 de novembre del 1903 morí a la seva residència de Berlín.

## Obra política
Mommsen fou nomenat delegat del Landtag, assemblea representativa de Prússia entre 1863 i 1866, i esdevingué posteriorment delegat del Reichstag entre 1881 i 1884, inicialment pel partit dretà Partit Progressista d'Alemanya (Deutsche Fortschrittspartei), posteriorment pel Partit Liberal Nacional (Nationalliberalen) i, finalment, pel Partit Secessionista, oposant-se fermament a les idees socials d'Otto von Bismarck.

## Obra literària
| «                 | Quan l'ésser humà ja no trobi plaer en el seu treball i treballi només per a arribar als seus plaers al més aviat possible, llavors serà només una casualitat que no es converteixi en delinqüent. | » |
| — Theodor Mommsen | |   |

Amb el finançament de l'Acadèmia de Ciències de Berlín, va aconseguir iniciar l'any 1854 un projecte gegantí per editar totes les inscripcions llatines de l'Imperi Romà, les anomenades Corpus Inscriptionum Latinarum. L'any de la seva mort s'havien publicat més de 120.000 epígrafs. Entre els seus col·laboradors en aquest projecte trobem Emil Hübner, Gustav Wilmanns, Wilhelm Henzen i Otto Hirschfeld.
La imponent obra de Mommsen, amb més de 1.500 títols, és una excepcional contribució al desenvolupament de la història antiga. Els seus treballs jurídics, filològics, epigràfics i numismàtics són referents fonamentals per als especialistes i les seves investigacions científiques van establir les bases de la dialectologia de la Itàlia preromana.
L'any 1902, li fou concedit el Premi Nobel de Literatura «per ser considerat el mestre viu més gran de l'art de l'escriptura històrica, amb especial referència al seu treball monumental, La història de Roma», i esdevingué un dels pocs escriptors de no-ficció guardonats amb aquest premi.
Les seves principals obres són: 
- 1854-1856: La història de Roma.
- 1871-1883: Dret constitucional romà
- 1884: Les províncies romanes

## Reconeixements
En honor seu, s'anomenà l'asteroide (52293) Mommsen descobert el 12 d'octubre del 1990 per Freimut Börngen i Lutz D. Schmadel.

## Bibliografiа
- Carter, Jesse Benedict. "Theodor Mommsen," The Atlantic Monthly, Vol. XCIII, 1904.
- Gay, Peter, and Victor G. Wexler, (eds). Historians at Work, Vol. III, 1975, pp. 271+
- Lionel Gossman, Orpheus Philologus: Bachofen versus Mommsen on the Study of Antiquity. American Philosophical Society, 1983.  ISBN 1-4223-7467-X.
- Anthony Grafton. "Roman Monument" History Today setembre 2006 online Arxivat 2013-01-31 at Archive.isPlantilla:Мртва веза.
- Mueller, G. H.. "Weber and Mommsen: non-Marxist materialism," British Journal of Sociology, (March 1986), 37(1), pp. 1–20 in JSTOR
- Whitman, Sidney, and Theodor Mommsen. "German Feeling toward England and America," North American Review, Vol. 170, No. 519 (Feb. 1900), pp. 240–243 online in JSTOR, an exchange of letters
- Krmnicek, Stefan (ed.). Theodor Mommsen (1817–1903) auf Medaillen und Plaketten. Sammlung des Instituts für Klassische Archäologie der Universität Tübingen (Von Krösus bis zu König Wilhelm. Neue Serie 2). Universitätsbibliothek Tübingen, TübingEl 2017, https://dx.doi.org/10.15496/publikation-19540.